# Петър Мазнев
Петър Ангелов Мазнев с псевдоним Даскала е анархистически организатор и революционер от с. Дебелец.

## Биография
Петър Мазнев получава основно и прогимназиално образование в родното си село, а гимназиално в гр. Велико Търново в гимназията „Свети Кирил“.
Следва кратко учителстване в с. Климентово, През 1916 г. като поручик участва в Дойранското сражение в 57 пехотен полк, като проявява храброст и военни умения, но не остава безучастен към големите жертви дадени през тази война.
След края на войната е назначен за учител в гр. Горна Оряховица. Тук се запознава и става привърженик на анархистическата теория и практика. Не след дълго време Петър Мазнев, като преподавател се противопоставя на религиозното образование, за което през 1919 г. е уволнен от работа. Постъпва на работа в захарната фабрика и по това време участва в Транспортната стачка като организатор на стачната охрана.
Властите намират добър повод да се разправят с него след извършено между Дебелец и Килифарево убийство, в което Петър Мазнев е обвинен като съучастник. Тогава той става нелегален, но след предателство е заловен в близост до Стамболовия мост в Търново. Премазан от бой в казармите на търновския гарнизон е прехвърлен в ареста на болницата в града. Тук негови другари успяват да му предадат пистолет и той бяга от там. При бягството за нещастие пада и си счупва крака, при което пак е заловен и откаран в Търновския, а по-сетне и в Шуменския затвор. При конвоирането за дело в Търново отново бяга и заедно с негов другар се укриват в манастира „Св. Архангели“ в близост до Дебелец. Снабдява се с фалшива лична карта на името на Райко Райков. Под това име участва в битки с полицията, с които придобива легендарна слава.
През 1922 г. Петър Мазнев заболява от туберкулоза. Георги Шейтанов помага за лечението му в санаториума на д-р Краиселски край София с осигурени 3000 лв. от редактора на анархистическия вестник „Работническа мисъл“ Сапунджиев. Петър Мазнев умира на 19 юли 1922 г., като на превърналото се в демонстрация погребение говори Георги Шейтанов.

## Признание
Петър Мазнев служи за прототип на Иван Кондарев в едноименният роман на Емилиян Станев.
В град Дебелец има улица наречена „Петър Мазнев“.